# Cat Whitehill
Pour les articles homonymes, voir Whitehill.
Catherine Anne Whitehill, née Catherine Anne Reddick à Richmond (Virginie) le 10 février 1982, est une joueuse américaine de soccer. Elle évolue au poste de défenseur.

## Biographie
Elle est internationale américaine depuis 2000. Elle est sacrée championne olympique en 2004 et termine troisième de la Coupe du monde 2003 et de la Coupe du monde 2007.